# Gabriel Baptiste du Pac
Gabriel Baptiste du Pac, marquis de Badens, né à Badens le 2 octobre 1737, décédé à Paris le 29 avril 1829 est un aristocrate français.

## Biographie
Dernier seigneur de Badens, ancien officier d'infanterie, il est élu le 26 mars 1789 député de la noblesse aux États généraux pour la sénéchaussée de Carcassonne. Il siège à l'extrême droite, est opposé à toutes les idées de réforme, de concession et révolution. Au cours de la nuit du 4 août il proteste contre l'abolition des privilèges. Le 10 février 1790, il se démet de son mandat de député et est remplacé par le marquis de Rochegude. 
Il émigre tour à tour à Chambéry, en Angleterre et en Pologne. Il rentre en France en 1800 et il est arrêté en 1804 par la police de Fouchet comme conspirateur royaliste en compagnie de Bernard-Emmanuel de Puivert. Ils sont emprisonnés au Temple où ce dernier épouse sa fille.
En 1813, il formule une requête auprès du Conseil d'État afin de récupérer son domaine de Mirausse et ses terres sur la commune d'Aigues-Vives qui lui ont été confisquées et vendues comme biens nationaux. 
Il a eu avec Marie-Anne de Bruyères de Chalabre trois enfants :
- Gabriel-Paul-Marie né le 13 mai 1770 à Badens, effectue une carrière militaire, décède le 28 décembre 1869 à Nice, âgé de près de 100 ans.
- Marie-Gabrielle-Fortunée, née le 6 juin 1772 à Badens, épouse de Bernard-Emmanuel de Roux marquis de Puivert, décédée le 28 septembre 1836 à Dieppe.
- Louise-Éléonore-Perette, née le 8 septembre 1773 à Badens.

Il est enterré au cimetière du Mont-Valérien (Suresnes).

## Sources
- « Gabriel, Marie d'Upac de Badens », dans Adolphe Robert et Gaston Cougny, Dictionnaire des parlementaires français, Edgar Bourloton, 1889-1891 [détail de l’édition] [texte sur Sycomore]